# Paweł Szroeder
Paweł Stanisław Szroeder – polski fizyk, dr hab. nauk fizycznych, profesor uczelni Instytutu Fizyki Uniwersytetu Kazimierza Wielkiego.

## Życiorys
W latach 1992–1999 ukończył studia fizyczne i filozoficzne na Uniwersytecie Mikołaja Kopernika w Toruniu, 10 marca 2004 obronił pracę doktorską Własności elektronowe nanorurek węglowych, 19 listopada 2014 habilitował się na podstawie pracy zatytułowanej Fizyka powierzchni międzyfazowej węgli niskowymiarowych i roztworów jonowych. Został zatrudniony na stanowisku adiunkta w Instytucie Fizyki na Wydziale Fizyki, Astronomii i Informatyki Stosowanej Uniwersytetu Mikołaja Kopernika w Toruniu.
Był profesorem nadzwyczajnym w Instytucie Fizyki na Wydziale Matematyki, Fizyki i Techniki Uniwersytetu Kazimierza Wielkiego.
Jest profesorem uczelni w Instytucie Fizyki Uniwersytetu Kazimierza Wielkiego.